# Sei Nazioni 2024
Il Sei Nazioni 2024 (in inglese 2024 Six Nations Championship; in francese Tournoi des Six Nations 2024; in gallese Pencampwriaeth y Chwe Gwlad 2024) fu la 25ª edizione del torneo annuale di rugby a 15 tra le squadre nazionali di Francia, Galles, Inghilterra, Irlanda, Italia e Scozia, nonché la 130ª in assoluto considerando anche le edizioni dell'Home Nations Championship e del Cinque Nazioni.
Noto per motivi di sponsorizzazione come 2024 Guinness Six Nations Championship a seguito di accordo di partnership commerciale con il birrificio irlandese Guinness, si tenne dal 2 febbraio al 15 marzo 2024.
Per la prima volta nella storia del torneo non si tennero gare nell'area di Parigi: la Federazione francese di rugby infatti, dovendo lo Stade de France essere preparato per la cerimonia d'apertura dei trentatreesimi giochi olimpici, spostò le proprie gare interne al Vélodrome di Marsiglia (ove ricevette l'Irlanda), al Pierre Mauroy di Villeneuve-d'Ascq (Italia) e al Parco olimpico di Lione (Inghilterra).
Alla terza giornata di torneo, inoltre, fu designato Andrea Piardi quale arbitro di Irlanda - Galles a Dublino: si trattò della prima volta di un italiano alla guida di un incontro del Sei Nazioni.
La vittoria finale arrise all'Irlanda che si confermò campione, seppure senza lo Slam, mancato a causa della sconfitta a Twickenham contro l'Inghilterra; per quanto riguarda l'Italia, l'esordiente C.T. Gonzalo Quesada guidò la squadra a due sconfitte, un pareggio e due vittorie, questi ultimi tre consecutivi, e punti conquistati in quattro dei cinque incontri disputati: alla sconfitta interna di strettissima misura 24-27 all'esordio contro gli inglesi (punto di bonus difensivo) e al rovescio 0-36 a Dublino contro l'Irlanda, fecero seguito un pareggio in Francia (trofeo Garibaldi condiviso) e due vittorie consecutive contro Scozia a Roma (per la prima conquista della Cuttitta Cup) e Galles a Cardiff.
Il valore delle marcature, come stabilito da World Rugby nel 2017, è: 5 punti per ciascuna meta (7 se trasformata), 7 punti per la meta tecnica, 3 punti per la realizzazione di ciascun calcio piazzato, idem per il drop.

## Nazionali partecipanti e sedi
| Squadra     | Città                                        | Impianto interno                                              |
| ----------- | -------------------------------------------- | ------------------------------------------------------------- |
| Francia     | Marsiglia Villeneuve-d'Ascq Décines-Charpieu | Stadio Vélodrome Stadio Pierre Mauroy Parc Olympique Lyonnais |
| Galles      | Cardiff                                      | Millennium Stadium                                            |
| Inghilterra | Londra                                       | Twickenham                                                    |
| Irlanda     | Dublino                                      | Aviva Stadium                                                 |
| Italia      | Roma                                         | Stadio Olimpico                                               |
| Scozia      | Edimburgo                                    | Murrayfield                                                   |

## Risultati

### 1ª giornata
| Arbitro: | Karl Dickson |

|                     |      |                                                              |
| Penaud 40’ Cros 53’ | mt   | 16’ Gibson-Park 30’ Beirne 47’ Nash 62’ Sheehan 78’ Kelleher |
| Ramos 40’, 53’      | tr   | 16’, 30’, 47’, 62’, 78’ Crowley                              |
| Ramos 27’           | c.p. | 7’ Crowley                                                   |

| Arbitro: | Paul Williams |

|                                      |      |                              |
| A. Garbisi 11’ Allan 26’ Ioane 80+5’ | mt   | 20’ Daly 45’ Mitchell        |
| Allan 13’, 27’ P. Garbisi 80+6’      | tr   | 46’ Ford                     |
| Allan 5’                             | c.p. | 16’, 33’, 38’, 54’, 67’ Ford |

| Arbitro: | Ben O'Keeffe |

|                                             |      |                                  |
| Botham 47’ Dyer 52’ Wainwright 60’ Mann 67’ | mt   | 10’ Schoeman 29’, 42’ v.d. Merwe |
| Lloyd 53’, 60’, 68’                         | tr   | 11’, 30’, 43’ Russell            |
|                                             | c.p. | 5’, 22’ Russell                  |

### 2ª giornata
| Arbitro: | Nic Berry |

|                          |      |                               |
| White 7’                 | mt   | 31’ Fickou 70’ Bielle-Biarrey |
| Russell 8’               | tr   | 33’, 72’ Ramos                |
| Russell 22’, 30’, 80+18’ | c.p. | 12’, 77’ Ramos                |

| Arbitro: | James Doleman |

|                       |      |                      |
| Earl 20’ Dingwall 63’ | mt   | 17’ tecnica 38’ Mann |
|                       | tr   | 39’ Lloyd            |
| Ford 48’, 72’         | c.p. |                      |

| Arbitro: | Luke Pearce |

|                                                         |    |  |
| Crowley 8’ Sheehan 24’, 50’ Conan 37’ Lowe 62’ Nash 78’ | mt |  |
| Crowley 25’, 39’ Byrne 79’                              | tr |  |

### 3ª giornata
| Arbitro: | Andrea Piardi |

|                                               |      |             |
| Sheehan 20’ Lowe 32’ Frawley 67’ Beirne 80+1’ | mt   | 43’ tecnica |
| Crowley 22’, 33’, 68’, 80+3’                  | tr   |             |
| Crowley 7’                                    | c.p. |             |

| Arbitro: | Andrew Brace |

|                          |      |                            |
| v.d. Merwe 20’, 30’, 45’ | mt   | 5’ Furbank 67’ Feyi-Waboso |
| Russell 21’, 31’, 47’    | tr   | 7’ Ford                    |
| Russell 35’, 58’, 66’    | c.p. | 15’, 50’ Ford              |
|                          | drop | 37’ Ford                   |

| Arbitro: | Christophe Ridley |

|                |      |                             |
| Ollivon 7’     | mt   | 70’ Capuozzo                |
| Ramos 8’       | tr   | 71’ Garbisi                 |
| Ramos 14’, 45’ | c.p. | 40+4’ Page-Relo 61’ Garbisi |

### 4ª giornata
| Arbitro: | Angus Gardner |

|                                    |      |                                                   |
| Brex 14’ Lynagh 43’ Varney 56’     | mt   | 5’ Z. Fagerson 11’ Steyn 27’ Schoeman 77’ Skinner |
| Garbisi 15’, 58’                   | tr   | 7’, 12’, 77’ Russell                              |
| Garbisi 1’, 34’, 72’ Page-Relo 38’ | c.p. | 24’ Russell                                       |

| Arbitro: | Nika Amashukeli |

|                                  |      |                             |
| Lawrence 4’ Furbank 48’ Earl 60’ | mt   | 44’, 73’ Lowe               |
| Smith 60’                        | tr   |                             |
| Ford 17’                         | c.p. | 3’, 20’, 35’, 40+1’ Crowley |
| Smith 80+1’                      | drop |                             |

| Arbitro: | Luke Pearce |

|                                  |      |                                                              |
| Dyer 8’ Williams 24’ Roberts 42’ | mt   | 21’ Fickou 28’ Le Garrec 64’ Colombe 68’ Taofifénua 80’ Lucu |
| Costelow 9’, 25’, 43’            | tr   | 22’, 29’, 65’, 69’ Ramos                                     |
| Costelow 1’                      | c.p. | 6’, 14’, 60’, 73’ Ramos                                      |

### 5ª giornata
| Arbitro: | Mathieu Raynal |

|                                  |      |                                    |
| Dee 63’ Rowlands 78’ Grady 80+1’ | mt   | 19’ Ioane 45’ Pani                 |
| Costelow 65’ I. Lloyd 80’, 80+3’ | tr   | 47’ Garbisi                        |
|                                  | c.p. | 6’, 13’, 71’ Garbisi 74’ Page-Relo |

| Arbitro: | Matthew Carley |

|                        |      |                 |
| Sheehan 13’ Porter 65’ | mt   | 78’ Jones       |
| Crowley 14’, 65’       | tr   | 78’ Russell     |
| Crowley 43’            | c.p. | 8’, 18’ Russell |

| Arbitro: | Angus Gardner |

|                                    |      |                                         |
| Le Garrec 18’ Barré 55’ Fickou 59’ | mt   | 40’, 41’ Lawrence 45’ Smith 74’ Freeman |
| Ramos 20’, 56’, 61’                | tr   | 40’, 42’, 47’, 75’ Ford                 |
| Ramos 17’, 31’, 35’, 78’           | c.p. | 11’ Ford                                |

## Classifica
| Pos | Squadra     | G | V | N | P | PF  | PS  | DP  | BMP | Pt |
| --- | ----------- | - | - | - | - | --- | --- | --- | --- | -- |
| 1   | Irlanda     | 5 | 4 | 0 | 1 | 144 | 60  | +84 | 4   | 20 |
| 2   | Francia     | 5 | 3 | 1 | 1 | 128 | 122 | +6  | 1   | 15 |
| 3   | Inghilterra | 5 | 3 | 0 | 2 | 118 | 123 | −5  | 2   | 14 |
| 4   | Scozia      | 5 | 2 | 0 | 3 | 115 | 115 | 0   | 4   | 12 |
| 5   | Italia      | 5 | 2 | 1 | 2 | 92  | 126 | −34 | 1   | 11 |
| 6   | Galles      | 5 | 0 | 0 | 5 | 92  | 143 | −51 | 4   | 4  |